# استفانی جوستن
استفانی جوستن (به انگلیسی: Stefanie Joosten) (زادهٔ ۵ اوت ۱۹۸۸)، یک مدل و هنرپیشه هلندی است که از سال ۲۰۱۱ در ژاپن زندگی می‌کند. او بیشتر برای صداپیشگی و ضبط حرکت شخصیت کوئایت در بازی ویدئویی متال گیر سالید ۵: فانتوم پین محصول سال ۲۰۱۵ شرکت کونامی شناخته شده‌است. او همچنین به عنوان مدل در کمپین چاپ مد و رخدادهای زنده‌ای همچون نخستین نمایش فیلم‌ها و نمایشگاه انیمه حضور پیدا می‌کند.